# كاني رش (أيل تيمور)
کاني رش (بالفارسية: کانی‌رش) هي قرية تقع في إيران في أذربيجان الغربية. يقدر عدد سكانها بـ 488 نسمة .